# Mistrovství ve fotbale zemí CONCACAF 1971
Mistrovství ve fotbale zemí CONCACAF 1971 bylo páté mistrovství pořádané fotbalovou asociací CONCACAF. Vítězem se stala Mexická fotbalová reprezentace.

## Kvalifikace
Týmy  Kostarika (jako obhájce titulu) a  Trinidad a Tobago (jako hostitel) měly účast na závěrečném turnaji jistou. O zbylá čtyři místa se bojovalo v kvalifikaci.

### První kolo
| Domácí v 1. zápase | Celkem | Hosté v 1. zápase | 1. zápas | 2. zápas |
| ------------------ | ------ | ----------------- | -------- | -------- |
| Salvador           | 4:2    | Nikaragua         | 3:2      | 1:0      |
| Surinam            | 7:3    | Guyana            | 4:1      | 3:2      |
| Jamajka            | 0:1    | Kuba              | 0:1      | 0:0      |
| Honduras           | 2:1    | Guatemala         | 1:0      | 1:1      |
| Nizozemské Antily  | -      | Haiti             | -        | -        |

- Nizozemské Antily se vzdaly účasti.

### Druhé kolo
| Domácí v 1. zápase | Celkem | Hosté v 1. zápase | 1. zápas | 2. zápas |
| ------------------ | ------ | ----------------- | -------- | -------- |
| Bermudy            | 0:6    | Mexiko            | 0:2      | 0:4      |
| Salvador           | -      | Honduras          | -        | -        |
| Surinam            | -      | Kuba              | -        | -        |
| volný los          | -      | Haiti             | -        | -        |

- Týmy  Salvador a  Surinam se vzdaly účasti.

## Závěrečný turnaj
| Poř. | Tým               | B | Z | V | R | P | VG | IG | +/- |
| ---- | ----------------- | - | - | - | - | - | -- | -- | --- |
| 1.   | Mexiko            | 9 | 5 | 4 | 1 | 0 | 6  | 1  | 5   |
| 2.   | Haiti             | 7 | 5 | 2 | 3 | 0 | 9  | 1  | 8   |
| 3.   | Kostarika         | 5 | 5 | 2 | 1 | 2 | 6  | 5  | 1   |
| 4.   | Kuba              | 4 | 5 | 1 | 2 | 2 | 5  | 7  | -2  |
| 5.   | Trinidad a Tobago | 4 | 5 | 1 | 2 | 2 | 6  | 12 | -6  |
| 6.   | Honduras          | 1 | 5 | 0 | 1 | 4 | 5  | 11 | -6  |

| 20. listopadu 1971 |     |      |                   |
| Kostarika          | 3:0 | Kuba | Trinidad a Tobago |
|                    |     |      | Trinidad a Tobago |

| 21. listopadu 1971 |     |       |                   |
| Mexiko             | 0:0 | Haiti | Trinidad a Tobago |
|                    |     |       | Trinidad a Tobago |

| 21. listopadu 1971 |     |          |                   |
| Trinidad a Tobago  | 1:1 | Honduras | Trinidad a Tobago |
|                    |     |          | Trinidad a Tobago |

| 23. listopadu 1971 |     |          |                   |
| Kuba               | 3:1 | Honduras | Trinidad a Tobago |
|                    |     |          | Trinidad a Tobago |

| 24. listopadu 1971 |     |           |                   |
| Haiti              | 0:0 | Kostarika | Trinidad a Tobago |
|                    |     |           | Trinidad a Tobago |

| 26. listopadu 1971 |     |        |                   |
| Trinidad a Tobago  | 0:2 | Mexiko | Trinidad a Tobago |
|                    |     |        | Trinidad a Tobago |

| 27. listopadu 1971 |     |          |                   |
| Kostarika          | 2:1 | Honduras | Trinidad a Tobago |
|                    |     |          | Trinidad a Tobago |

| 28. listopadu 1971 |     |      |                   |
| Mexiko             | 1:0 | Kuba | Trinidad a Tobago |
|                    |     |      | Trinidad a Tobago |

| 28. listopadu 1971 |     |       |                   |
| Trinidad a Tobago  | 0:6 | Haiti | Trinidad a Tobago |
|                    |     |       | Trinidad a Tobago |

| 30. listopadu 1971 |     |      |                   |
| Trinidad a Tobago  | 2:2 | Kuba | Trinidad a Tobago |
|                    |     |      | Trinidad a Tobago |

| 1. prosince 1971 |     |          |                   |
| Haiti            | 3:1 | Honduras | Trinidad a Tobago |
|                  |     |          | Trinidad a Tobago |

| 2. prosince 1971 |     |           |                   |
| Mexiko           | 1:0 | Kostarika | Trinidad a Tobago |
|                  |     |           | Trinidad a Tobago |

| 4. prosince 1971 |     |          |                   |
| Mexiko           | 2:1 | Honduras | Trinidad a Tobago |
|                  |     |          | Trinidad a Tobago |

| 4. prosince 1971 |     |      |                   |
| Haiti            | 0:0 | Kuba | Trinidad a Tobago |
|                  |     |      | Trinidad a Tobago |

| 5. prosince 1971  |     |           |                   |
| Trinidad a Tobago | 3:1 | Kostarika | Trinidad a Tobago |
|                   |     |           | Trinidad a Tobago |